# Oglethorpe
Oglethorpe è una città degli Stati Uniti d'America, situata in Georgia, nella Contea di Macon, della quale è il capoluogo.